# Зерно (фільм)
Зерно — фантастичний художній фільм режисера та сценариста Семіха Капланоглу. Прем'єра відбулася 12 серпня 2017 року на кінофестивалі у Сараєві.

## Про фільм
Недалеке майбутнє Землі. Після глобальної екологічної катастрофи люди, що вижили, існують у голоді та злиднях. При цьому залишилося кілька міст, де сховалась еліта суспільства.
У цих громадах є захищені благополучні плантації. Від решти території міста еліти захищені непроникними бар'єрами; серед привілейованих громадян і генетик Ерол. Він займається вивченням причин постійної загибелі врожаїв.
Розслідування наводить його на безлюдні пустки; там мешкає раніше вигнаний із міста вчений Семіль. Зустріч двох чоловіків радикально змінює життя обидвох.

## Знімались
| Актор                        | Роль           |
| ---------------------------- | -------------- |
| Жан-Марк Барр                | Ерол           |
| Ермін Браво                  | Кеміл          |
| Добригін Григорій Едуардович | Андрій         |
| Крістіна Флутур              | Еліс           |
| Лубна Азабаль                | Беатріс        |
| Міла Богнінг                 | Тара           |
| Харухіко Яманучі             | Леон           |
| Джаррет Мерц                 | Віктор Рерберг |
| Годжі Фортуна                | Александр      |
| Мехмет Їлмаз Ак              | Пол            |